# Assaburg
Die Assaburg bei Wülmersen im nordhessischen Landkreis Kassel ist eine 163,5 m ü. NHN hohe Erhebung der Westabdachung des Reinhardswaldes im Gutsbezirk Reinhardswald. Auf der Erhebung liegt die Wüstung Assaburg.

## Geographie

### Lage
Die Assaburg erhebt sich im Nordwestteil des Gutsbezirks Reinhardswald. Ihr Gipfel liegt 850 m (Luftlinie) südöstlich von Wülmersen, einem Weiler von Trendelburg mit dem Wasserschloss Wülmersen. Erst östlich und dann nördlich vorbei an der bewaldeten Assaburg fließt die Holzape, die bei Wülmersen in die westlich der Erhebung verlaufende Diemel mündet. Diesseits der Holzape liegt im Süden der Brautstein (209,4 m), und jenseits des Bachs befindet sich im Südosten der Moosberg (185 m).

### Naturräumliche Zuordnung
Die Assaburg gehört in der naturräumlichen Haupteinheitengruppe Westhessisches Bergland (Nr. 34) und in der Haupteinheit Westhessische Senke (343) zur Untereinheit Hofgeismarer Rötsenke (343.4). Ihre Landschaft leitet nach Süden und Osten in die zur Haupteinheitengruppe Weser-Leine-Bergland (37) und zur Haupteinheit Solling, Bramwald und Reinhardswald (370) gehörende Untereinheit Reinhardswald (370.4) über. Geomorphologisch betrachtet zählt sie zur Westabdachung des Reinhardswaldes.

## Schutzgebiete
An die Assaburg schmiegen sich südöstlich im Holzapetal Teile des Naturschutzgebiets (NSG) Holzapetal (CDDA-Nr. 81924; 1980 ausgewiesen; 89 ha groß). Das NSG ist Teil des Fauna-Flora-Habitat-Gebiets Holzapetal (FFH-Nr. 4422-350; 2,54 km²). In dem Tal schmiegen sich auch Teile des Landschaftsschutzgebiets (LSG) Landschaftsbestandteile und Landschaftsteile im Kreis Hofgeismar (CDDA-Nr. 378519; 1938; 28,42 km²) und westlich im Diemeltal solche des LSG Auenverbund Diemel (CDDA-Nr. 378399; 1994; 13,29 km²) an die Assaburg.

## Verkehr und Wandern
Etwas westlich vorbei an der Assaburg verläuft nahe Wülmersen die Bundesstraße 83, von der als die Diemel überquerende Stichstraße die Kreisstraße 74 südostwärts in den Weiler mit dem Wasserschloss Wülmersen führt. Zum Beispiel am Ende dieser Straße beginnend kann die Erhebung auf zumeist Waldwegen und -pfaden erwandert werden. Jeweils etwa in Nord-Süd-Richtung verläuft westlich vorbei an der Erhebung durch Wülmersen im Diemeltal auf der ehemaligen Trasse der Carlsbahn ein gemeinsamer Abschnitt von Märchenlandweg und Diemelradweg, und ein paar Kilometer östlich ist der Wanderweg Reinhardswald-Westweg angelegt.